# جنگ صدساله (۱۴۱۵–۱۴۵۳)
جنگ صدساله (۱۴۱۵–۱۴۵۳) که به جنگ لنکستری مشهور است، سومین و آخرین مرحله از جنگ‌های صدساله بین انگلستان و فرانسه بود که از سال ۱۴۱۵، زمانی که هنری پنجم، پادشاه انگلستان به نرماندی حمله کرد، تا سال ۱۴۵۳، زمانی که انگلیسی‌ها به‌طور قطعی در آکیتن شکست خوردند، ادامه یافت. این جنگ‌ها پس از یک دوره طولانی صلح از پایان دوره شارلی در سال ۱۳۸۹ بود. این دوره از نام خاندان لنکستر، خاندان حاکم پادشاهی انگلستان، که هنری پنجم به آن تعلق داشت، نامگذاری شده است.
سالهای اولیه جنگ لنکستری تحت تسلط نیروهای دودمان پلانتاژنه بود که تاج و تخت انگلیس را در دست داشته و همچنین ادعای سلطنت فرانسه را داشتند. موفقیت‌های اولیه انگلیسی‌ها، به ویژه در نبرد آزینکورت، همراه با شکاف در میان طبقه حاکم فرانسه، به هنری پنجم اجازه داد تا بیعت بخش‌های بزرگی از فرانسه را به دست آورد. بر اساس شرایط پیمان تروا در سال ۱۴۲۰، هنری پنجم پادشاه انگلیس با شاهزاده‌خانم فرانسوی کاترین والوا دختر فیلیپ ششم ازدواج کرد و به عنوان نایب السلطنه و وارث تاج و تخت فرانسه منصوب شد. به این ترتیب انگلیسی‌ها به یک پیروزی روی کاغذ دست یافتند و ادعاهای آنها اکنون دارای اعتبار قانونی است. با این حال، برخی از اشراف فرانسوی از به رسمیت شناختن این توافق امتناع کردند و بنابراین درگیری نظامی ادامه یافت. هنری پنجم و پس از مرگش، برادرش جان، دوک بدفورد، انگلیسی‌ها را با تاجگذاری یک شاه پلانتاژنه در پاریس به اوج قدرت خود در فرانسه رساندند.
نیمه دوم این مرحله از جنگ تحت سلطه نیروهای وفادار به خاندان والوا، رقبای فرانسوی‌الاصل پلانتاژنه‌ها بود که همچنان مدعی تاج و تخت فرانسه بودند. در آغاز سال ۱۴۲۹، نیروهای فرانسوی با الهام از ژان آرک، لا هیر و کنت دونوا، و با کمک دوک‌های بورگوندی و بریتانی که قبلاً در کنار پلانتاژنه‌ها بودند، ضدحمله کردند. شارل هفتم در سال ۱۴۲۹ در کلیسای جامع رنس تاجگذاری کرد و از آن پس تسخیر مجدد آهسته اما پیوسته سرزمین‌های فرانسه تحت تصرف انگلیسی‌ها آغاز شد. در نهایت انگلیسی‌ها از فرانسه اخراج خواهند شد، به جز قلمروی کاله که یک قرن بعد دوباره توسط فرانسوی‌ها تصرف شد.
نبرد کاستیون (۱۴۵۳) آخرین درگیری اصلی جنگ صدساله بود، اما فرانسه و انگلیس تا زمان معاهده پیکوینی در سال ۱۴۷۵ طور رسمی در جنگ باقی ماندند. پادشاهان انگلیسی، و بعداً بریتانیایی، تا سال ۱۸۹۲ به‌طور اسمی ادعای تاج‌وتخت فرانسه را ادامه دادند، هرچند دیگر هرگز به‌طور جدی آن را دنبال نخواهند کرد.

## کتابشناسی
- Allmand, Christopher (1988). The Hundred Years War: England and France at War, c.1300-c.1450. Cambridge: Cambridge University Press. ISBN 978-0-521-31923-2.
- Barker, Juliet R. V. (2010). Conquest: the English kingdom of France in the Hundred Years War (Reprinted ed.). London: Abacus. ISBN 978-0-349-12202-1.
- Griffiths, Ralph A. (28 May 2015). "Henry VI (1421–1471)". Oxford Dictionary of National Biography (online ed.). Oxford University Press. doi:10.1093/ref:odnb/12953. Archived from the original on 2018-08-10. (Subscription or UK public library membership required.)
- Keen, Marice Hugh (2003). England in the Later Middle Ages: A Political History. Abingdon, Oxford: Routledge. ISBN 978-0-415-27293-3.
- Neillands, Robin (1990). The Hundred Years War. Revised edition. London: Routledge. ISBN 978-0-415-26131-9.
- Sumption, Jonathan (2015). The Hundred Years War Volume 4: Cursed Kings. Philadelphia: University of Pennsylvania press. ISBN 978-0-8122-4799-2.
- Villalon, L.J.; Kagay, D.J, eds. (2005). The Hundred Years War: A Wider Focus. Boston: Brill. ISBN 978-90-04-13969-5.